# Sandra Corveloni
Sandra Corveloni, née à São Paulo le 9 mai 1965, est une actrice brésilienne ayant remporté le prix d'interprétation féminine au Festival de Cannes 2008 pour le rôle de Cleuza dans Linha de passe.

## Filmographie (partielle)

### Cinéma
- 1994 : Amor! (court métrage) de José Roberto Torero
- 1996 : Flores Ímpares (court métrage) de Sung Sfai
- 2008 : Une famille brésilienne (Linha de Passe) de Walter Salles et Daniela Thomas
- 2010 : Pimenta (court métrage) de Eduardo Mattos : La mère
- 2010 : Luz nas tresvas - A volta do bandido da luz vermelha de Helena Ignez et Icaro Martins
- 2011 : A Grande viagem (court métrage) de Caroline Okoshi Fioratti : Clara
- 2011 : Onde esta a felicidade ? de Carlos Alberto Riccelli : Une amie au dîner
- 2011 : O Filme dos espiritos de Michel Dubret et André Marouço : La mère
- 2012 : O Afinador (court métrage) de Fernando Carmago et Matheus Parizi : Clara
- 2013 : Somos tão jovens de Antonio Carlos da Fontoura : Dona Carminha
- 2014 : Sangue Azul de Lírio Ferreira : Rosa
- 2015 : Le Professeur de violon de Sérgio Machado : Alzira
- 2019 : Kardec : Gabrielle

### Télévision
- 2008 : Força-tarefa épisode Horario de visita : Marcia
- 2012 : O Brado retumbante saison 1 épisode 4 : Neide
- 2012 : Amor Eterno Amor : Solange Campos
- 2018 : O outro lado do paraíso : Lorena